# Émile Magniez (homme politique, 1876-1919)
Pour les articles homonymes, voir Émile Magniez.
Ne doit pas être confondu avec Émile Magniez (homme politique, 1799-1865).
Émile Magniez, né le 14 avril 1876 à Ytres (Somme) et mort le 19 octobre 1919 à Paris, est un homme politique français.

## Biographie
Émile Magniez est le fils de l'homme politique et député Victor Magniez et petit-fils du député Émile Magniez. Il est l'arrière arrière petit-fils du conventionnel Antoine Magniez. 
Il effectue ses études supérieures à l'École libre des sciences politiques et obtient un doctorat en droit.
Il est avocat. Conseiller municipal d'Ytres et conseiller général, il est député de la Somme de 1910 à 1919, siégeant au groupe des radicaux-socialistes.

## Source
- « Émile Magniez (homme politique, 1876-1919) », dans le Dictionnaire des parlementaires français (1889-1940), sous la direction de Jean Jolly, PUF, 1960 [détail de l’édition]